# Grand Prix automobile de Grande-Bretagne 1949
Résultats du Grand Prix de Grande-Bretagne 1949 de Formule 1 qui a eu lieu sur le circuit de Silverstone le 14 mai 1949.

## Coureurs inscrits
26 concurrents :
| no | Pilote                  | Écurie                | Constructeur | Châssis               | Moteur        |
| -- | ----------------------- | --------------------- | ------------ | --------------------- | ------------- |
| 1  | Prince Bira             | Scuderia Platé        | Maserati     | Maserati 4CLT/48      | Maserati L4s  |
| 2  | Emmanuel de Graffenried | Scuderia Platé        | Maserati     | Maserati 4CLT/48      | Maserati L4s  |
| 3  | Tony Rolt               | Tony Rolt             | Alfa Romeo   | Alfa Romeo B          | Alfa Romeo L8 |
| 4  | Raymond Mays            | Tony Vandervell       | Ferrari      | Ferrari 125 Thin Wall | Ferrari V12s  |
| 5  | Bob Ansell              | Bob Ansell            | Maserati     | Maserati 4CM          | Maserati L4s  |
| 6  | Geoff Ansell            | Geoff Ansell          | ERA          | ERA Type B            | ERA L6s       |
| 7  | Bob Gerard              | Bob Gerard            | ERA          | ERA Type B            | ERA L6s       |
| 8  | David Hampshire         | David Hampshire       | ERA          | ERA Type B            | ERA L6s       |
| 9  | David Murray            | David Murray          | Maserati     | Maserati 4CL          | Maserati L4s  |
| 10 | Reg Parnell             | Scuderia Ambrosiana   | Maserati     | Maserati 4CLT/48      | Maserati L4s  |
| 11 | Fred Ashmore            | Scuderia Ambrosiana   | Maserati     | Maserati 4CLT/48      | Maserati L4s  |
| 12 | Luigi Villoresi         | Scuderia Ambrosiana   | Maserati     | Maserati 4CLT/48      | Maserati L4s  |
| 15 | Louis Chiron            | SFACS Écurie France   | Talbot-Lago  | Talbot-Lago T26C      | Talbot L6     |
| 16 | Louis Rosier            | Louis Rosier          | Talbot-Lago  | Talbot-Lago T26C      | Talbot L6     |
| 17 | Yves Giraud-Cabantous   | Yves Giraud-Cabantous | Talbot-Lago  | Talbot-Lago T26C      | Talbot L6     |
| 18 | George Abecassis        | George Abecassis      | Alta         | Alta GP               | Alta L4s      |
| 19 | Johnny Claes            | Écurie Belge          | Talbot-Lago  | Talbot-Lago T26C      | Talbot L6     |
| 20 | George Nixon            | George Nixon          | ERA          | ERA Type A            | ERA L6s       |
| 21 | Peter Whitehead         | Scuderia Ferrari      | Ferrari      | Ferrari 125           | Ferrari V12s  |
| 22 | Duncan Hamilton         | Duncan Hamilton       | Maserati     | Maserati 6CM          | Maserati L6s  |
| 24 | Philippe Étancelin      | Philippe Étancelin    | Talbot-Lago  | Talbot-Lago T26C      | Talbot L6     |
| 25 | Roy Salvadori           | Roy Salvadori         | Maserati     | Maserati 4CL          | Maserati L4s  |
| 26 | Antony Baring           | Antony Baring         | Maserati     | Maserati 4CL          | Maserati L4s  |
| 27 | John Bolster            | P. Bell               | ERA          | ERA Type B            | ERA L6s       |
| 28 | Peter Walker            | Peter Whitehead       | ERA          | ERA Type B            | ERA L6s       |
| 29 | Cuth Harrison           | Cuth Harrison         | ERA          | ERA Type B            | ERA L6s       |

## Grille de départ
25 voitures au départ sur les 26 concurrents inscrits, Bob Ansell ayant déclaré forfait en raison d'un carter moteur fendu. 
| 1re ligne | Pos. 5                          |                                | Pos. 4                            |                                    | Pos. 3                       |                              | Pos. 2                             |                                 | Pos. 1                          |
|           | Gerard ERA 2 min 14 s 4         |                                | Graffenried Maserati 2 min 13 s 6 |                                    | Walker ERA 2 min 13 s 2      |                              | Bira Maserati 2 min 10 s 2         |                                 | Villoresi Maserati 2 min 09 s 8 |
| 2e ligne  |                                 | Pos. 9                         |                                   | Pos. 8                             |                              | Pos. 7                       |                                    | Pos. 6                          |                                 |
|           |                                 | Harrison ERA 2 min 16 s 4      |                                   | Étancelin Talbot-Lago 2 min 15 s 8 |                              | Rolt Alfa Romeo 2 min 15 s 8 |                                    | Parnell Maserati 2 min 14 s 8   |                                 |
| 3e ligne  | Pos. 14                         |                                | Pos. 13                           |                                    | Pos. 12                      |                              | Pos. 11                            |                                 | Pos. 10                         |
|           | Whitehead Ferrari 2 min 18 s 4  |                                | Ansell ERA 2 min 18 s 0           |                                    | Abecassis Alta 2 min 17 s 6  |                              | Cabantous Talbot-Lago 2 min 17 s 4 |                                 | Hampshire ERA 2 min 17 s 2      |
| 4e ligne  |                                 | Pos. 18                        |                                   | Pos. 17                            |                              | Pos. 16                      |                                    | Pos. 15                         |                                 |
|           |                                 | Claes Talbot-Lago 2 min 23 s 2 |                                   | Ashmore Maserati 2 min 20 s 8      |                              | Bolster ERA 2 min 20 s 0     |                                    | Chiron Talbot-Lago 2 min 19 s 2 |                                 |
| 5e ligne  | Pos. 23                         |                                | Pos. 22                           |                                    | Pos. 21                      |                              | Pos. 20                            |                                 | Pos. 19                         |
|           | Salvadori Maserati 2 min 29 s 2 |                                | Hamilton Maserati 2 min 29 s 0    |                                    | Baring Maserati 2 min 27 s 0 |                              | Rosier Talbot-Lago 2 min 25 s 2    |                                 | Mays Ferrari 2 min 24 s 6       |
| 6e ligne  |                                 |                                |                                   |                                    |                              | Pos. 25                      |                                    | Pos. 24                         |                                 |
|           |                                 |                                |                                   |                                    |                              | Murray Maserati 2 min 30 s 4 |                                    | Nixon ERA 2 min 29 s 8          |                                 |

## Course

### Déroulement de l'épreuve
Les Maserati de Villoresi et Bira imposent d'emblée un rythme très soutenu, prenant plus de deux secondes à Parnell et de Graffenried qui, sur des voitures identiques, ont adopté une allure plus raisonnable. Villoresi mène jusqu'au dixième tour, puis Bira le passe. Commence alors un chassé-croisé entre ces deux pilotes ; pendant une quinzaine de tours la lutte est indécise, Bira établissant un record du tour proche de son temps de qualification. Villoresi, victime d'ennuis de moteur, finit par céder avant de s'arrêter au stand au vingt-septième tour : l'abandon est proche, il abandonnera neuf rondes plus tard, vilebrequin endommagé. Bira, qui compte désormais une avance de cinquante secondes sur Parnell et de Graffenried, continue néanmoins à attaquer, au grand dam d'Enrico Platé qui à chaque tour lui intime de ralentir l'allure. Cette prise de risque inconsidérée lui sera fatale, au quarante-septième tour, il manque son freinage à Club Corner et tire droit dans les bottes de pailles ; il parvient à rentrer au stand, mais la direction et l'essieu de la Maserati-Platé sont irréparables, et c'est un prince tout confus qui s'éclipsera rapidement derrière les stands.

Parnell prend ainsi la tête, avec une bonne vingtaine de secondes d'avance sur de Graffenried, très loin devant les ERA de Gerard et Walker. Mais Parnell, victime d'ennuis d'allumage, doit s’arrêter au stand peu après la mi-course, et c'est finalement de Graffenried, en embuscade sur la seconde Maserati-Platé, qui se retrouve au commandement avec plus d'un tour d'avance sur l'ERA de Gerard. Ne prenant plus aucun risque (laissant même son adversaire britannique se dédoubler et lui reprendre jusqu'à trois secondes au tour), de Graffenried franchit la ligne d'arrivée avec plus d'une minute d'avance sur Gerard. Troisième à un tour, le Français Rosier (Talbot) complète le podium.

### Classements intermédiaires

#### Après 1 tour
1. Luigi Villoresi (Maserati)
2. Prince Bira (Maserati)
3. Reg Parnell (Maserati)
4. Emmanuel de Graffenried (Maserati)

#### Après 5 tours
1. Luigi Villoresi (Maserati)
2. Prince Bira (Maserati) à 4 s 6
3. Emmanuel de Graffenried (Maserati) à 5 s 4
4. Reg Parnell (Maserati) à 15 s
5. George Abecassis (Alta)
6. Yves Giraud-Cabantous (Talbot-Lago)
7. Louis Chiron (Talbot-Lago)

#### Après 10 tours
1. Luigi Villoresi (Maserati) - vitesse moyenne : 127,967 km/h
2. Prince Bira (Maserati) à 3 s
3. Reg Parnell (Maserati) à 25 s 2
4. Emmanuel de Graffenried (Maserati) à 26 s
5. George Abecassis (Alta)
6. Louis Chiron (Talbot-Lago)
7. Yves Giraud-Cabantous (Talbot-Lago)

#### Après 30 tours
1. Prince Bira (Maserati) - vitesse moyenne : 129,015 km/h
2. Reg Parnell (Maserati) à 50 s 6
3. Emmanuel de Graffenried (Maserati) à 52 s
4. Luigi Villoresi (Maserati) à 1 min 26 s 2
5. George Abecassis (Alta)
6. Fred Ashmore (Maserati)

- Luigi Villoresi, en proie à des problèmes de moteur, a dû effectuer un arrêt au stand au 27e tour.

#### Après 50 tours (mi-course)
1. Reg Parnell (Maserati) - vitesse moyenne : 126,439 km/h
2. Emmanuel de Graffenried (Maserati) à 23 s 6
3. Bob Gerard (ERA) à 1 min 51 s 4
4. Peter Walker (ERA) à 2 min 40 s 8
5. Philippe Étancelin (Talbot-Lago) à 3 min 28 s 6
6. Billy Cotton (qui a repris l'ERA de David Hampshire) à 3 min 49 s 0
7. Louis Rosier (Talbot-Lago) à 4 min 30 s 6
8. Roy Salvadori (Maserati)
9. Peter Whitehead (Ferrari)
10. Ken Richardson (qui a repris la Ferrari de Raymond Mays)

#### Après 60 tours
1. Emmanuel de Graffenried (Maserati)
2. Bob Gerard (ERA) à 3 min 18 s 6
3. Reg Parnell (Maserati) à 3 min 39 s
4. Billy Cotton (sur l'ERA de David Hampshire) à 3 min 40 s 8
5. Louis Rosier (Talbot-Lago) à 4 min 06 s 4
6. Philippe Étancelin (Talbot-Lago) à 5 min 14 s

- Reg Parnell, victime d'ennuis d'allumage, a dû effectuer un arrêt au stand au 53e tour.

### Classement de la course

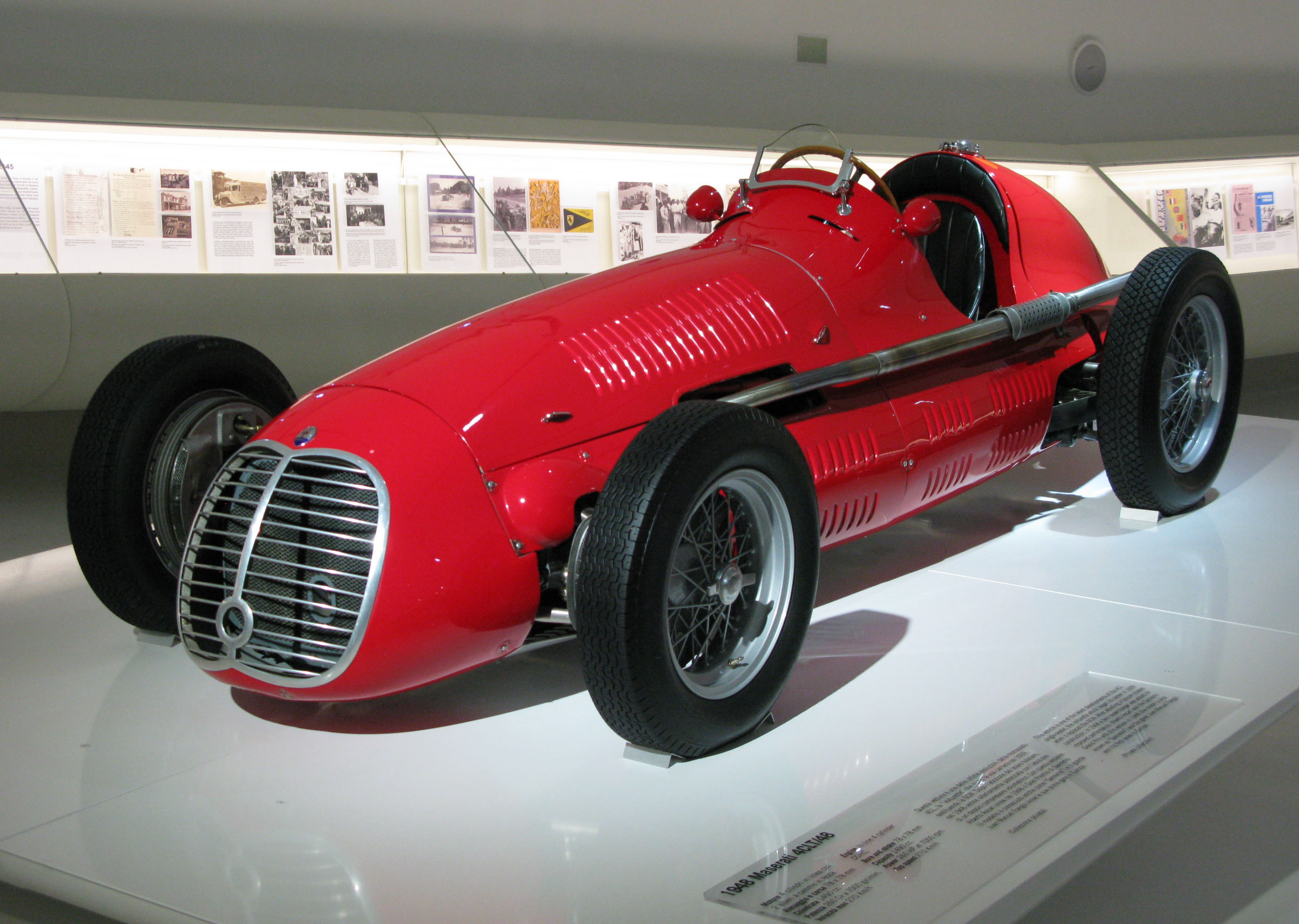
Cinquième victoire cette saison pour la Maserati 4CLT/48.

| Pos  | no | Pilote                                     | Voiture     | Tours | Distance   | Temps/Abandon     | Grille |
| ---- | -- | ------------------------------------------ | ----------- | ----- | ---------- | ----------------- | ------ |
| 1    | 2  | Emmanuel de Graffenried                    | Maserati    | 100   | 482,817 km | 3 h 52 min 50 s 2 | 4      |
| 2    | 7  | Bob Gerard                                 | ERA         | 100   | 482,817 km | + 1 min 5 s 2     | 5      |
| 3    | 16 | Louis Rosier                               | Talbot-Lago | 99    | 477,989 km | + 1 tour          | 20     |
| 4    | 8  | David Hampshire Billy Cotton               | ERA         | 99    | 477,989 km | + 1 tour          | 10     |
| 5    | 24 | Philippe Étancelin                         | Talbot-Lago | 97    | 468,332 km | + 3 tours         | 8      |
| 6    | 11 | Fred Ashmore                               | Maserati    | 97    | 468,332 km | + 3 tours         | 17     |
| 7    | 18 | George Abecassis                           | Alta        | 96    | 463,504 km | + 4 tours         | 12     |
| 8    | 21 | Peter Whitehead Dudley Folland             | Ferrari     | 95    | 458,676 km | + 5 tours         | 14     |
| 9    | 6  | Geoff Ansell Brian Shawe-Taylor            | ERA         | 94    | 453,848 km | + 6 tours         | 13     |
| 10   | 19 | Johnny Claes                               | Talbot-Lago | 92    | 444,192 km | + 8 tours         | 18     |
| 11   | 22 | Duncan Hamilton Philip Fotheringham-Parker | Maserati    | 92    | 444,192 km | + 8 tours         | 22     |
| Abd. | 4  | Raymond Mays Ken Richardson                | Ferrari     | 81    | 391,082 km | Accident          | 19     |
| Abd. | 10 | Reg Parnell                                | Maserati    | 69    | 333,144 km | Transmission      | 6      |
| Abd. | 25 | Roy Salvadori                              | Maserati    | 65    | 313,831 km | Soupape           | 23     |
| Abd. | 9  | David Murray                               | Maserati    | 64    | 309,003 km | Moteur            | 25     |
| Abd. | 27 | John Bolster                               | ERA         | 51    | 246,237 km | Accident          | 16     |
| Abd. | 28 | Peter Walker                               | ERA         | 50    | 241,409 km | Freins            | 3      |
| Abd. | 1  | Prince Bira                                | Maserati    | 47    | 226,924 km | Accident          | 2      |
| Abd. | 15 | Louis Chiron                               | Talbot-Lago | 41    | 197,955 km | Cardan            | 15     |
| Abd. | 17 | Yves Giraud-Cabantous                      | Talbot-Lago | 39    | 188,299 km | Fuite d'huile     | 11     |
| Abd. | 26 | Antony Baring                              | Maserati    | 39    | 188,299 km | Fuite d'eau       | 21     |
| Abd. | 12 | Luigi Villoresi                            | Maserati    | 36    | 173,814 km | Vilebrequin       | 1      |
| Abd. | 29 | Cuth Harrison                              | ERA         | 25    | 120,704 km | Pression d'huile  | 9      |
| Abd. | 20 | George Nixon                               | ERA         | 16    | 77,251 km  | Compresseur       | 24     |
| Abd. | 3  | Tony Rolt                                  | Alfa Romeo  | 15    | 72,423 km  | Pont arrière      | 7      |
| Np.  | 5  | Bob Ansell                                 | Maserati    |       |            | Carter moteur     | -      |

Légende:
- Abd.= Abandon - Np.=Non partant

## Pole position & Record du tour
- Pole Position :  Luigi Villoresi en 2 min 09 s 8 (vitesse moyenne : 133,909 km/h).
- Tour le plus rapide :  Prince Bira en 2 min 10 s 4 (vitesse moyenne : 133,293 km/h).

## Tours en tête
- Chassé-croisé des Maserati de Villoresi et Bira du 1er au 26e tour
- Bira (Maserati) du 27e au 46e tour
- Parnell (Maserati) du 47e au 52e tour
- Graffenried (Maserati) du 53e au 100e tour

## À noter
- Voitures copilotées :
  - Ferrari no 4 : Raymond Mays et Ken Richardson
  - ERA no 6 : Geoff Ansell et Brian Shawe-Taylor
  - ERA no 8 : David Hampshire et Billy Cotton
  - Ferrari no 21 : Peter Whitehead et Dudley Folland
  - Maserati no 22 : Duncan Hamilton et Philip Fotheringham-Parker